# Bordatius muellerae
Bordatius muellerae är en skalbaggsart som beskrevs av Riccardo Pittino 1996. Bordatius muellerae ingår i släktet Bordatius och familjen Aphodiidae. Inga underarter finns listade.